# Maurice Béquet
Pour les articles homonymes, voir Béquet.
Maurice Joseph Jules Béquet, né le 10 mai 1889 à Sainte-Adresse (près du Havre où il fut domicilié) et mort le 3 février 1943 à Deauville (où il était devenu le restaurateur du Chalet-Normand, à 53 ans), est un aviateur et pilote automobile français notamment de voitures de sport.

## Biographie

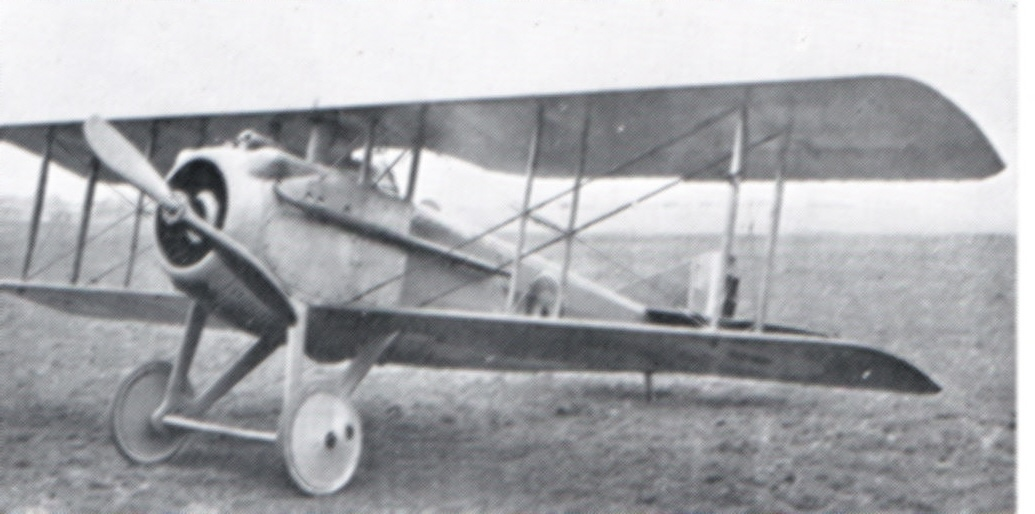
Un SPAD S.VII.

Chauffeur de profession à la fin des années 1900, mécanicien de l'aviateur également havrais Marcel Paillette lors d'une tournée de démonstration aérienne en Amérique du Sud en fin d'année 1910, il devint alors militaire dans l'artillerie et il passa son brevet de pilote d'avion en 1913 avec l'Aéro-Club de France après un passage par l'école Deperdussin d'Étampes. Mécanicien pour l'escadrille N69 de la mi-1915 au début de l'année 1916, il travailla désormais en tant qu'agent détaché des armées comme pilote essayiste auprès de Louis Blériot à Suresnes en 1916-1917 sur les SPAD S.VII HS 180 CV 12L.V8 (premier pilote testeur du modèle, en avril) et versions dérivées S.XI à S.XIII de 40 CV plus puissantes, au sein de la Société (anonyme) Pour l'Aviation et ses Dérivés (nouvelle SPAD), de Blériot, Alfred LeBlanc, Louis Béchereau, et Armand Deperdussin (créateur de la première SPAD). Il réceptionna ainsi tous les modèles S.VII, S.XI, S.XII et S.XIII jusqu'en avril 1917.
Un temps directeur technique chez Repusseau & Cie une fois la Première Guerre mondiale terminée, il fut embauché par Hispano-Suiza à Bois-Colombes en 1922 (ou 1923) et il équipa alors un châssis d'Alda Grand Prix datant de 1914 (son 4,5 L. 4 cylindres étant rapidement défaillant) du moteur HS de 180 CV, pour participer parfois à des courses de côte et de sprint à titre privé.
Il acheta un SPAD S.52 en 1920 (participant ainsi au Grand Prix de l'Aéro-Club de l'Ouest), puis un S.34 en 1923.
Avec le parfumeur Roland Coty (3e du Grand Prix automobile de La Baule -2e du kilomètre lancé local- et 2e de la côte de Gometz-le-Châtel en 1926), il acquit le châssis de la première Delage Spéciale 2LCV V12 de 1923 à l'automne 1925, véhicule qui courut encore équipé du moteur Hispano-Suiza de 180 CV (échec qualificatif personnel notable sur la dite -alors- Béquet spéciale HS au IIIe Grand Prix automobile de Saint-Sébastien et simple préinscription au IIe Grand Prix de Provence de Miramas le tout en 1926) jusqu'à la première moitié des années 1930, parfois pilotée aussi par Christian Dauvergne ou par B. de Latour désormais sous le nom de Coty Spéciale (depuis le 28 août 1926 à La Baule), avant d'être dépouillée de son moteur par le nouvel acquéreur Jean Salis en 1936. Cette voiture fut restaurée par l'anglais Nigel Arnold Forster à la fin des années 1970, en conservant une motorisation d'avion HS 180 CV 12L.V8.

## Palmarès automobile

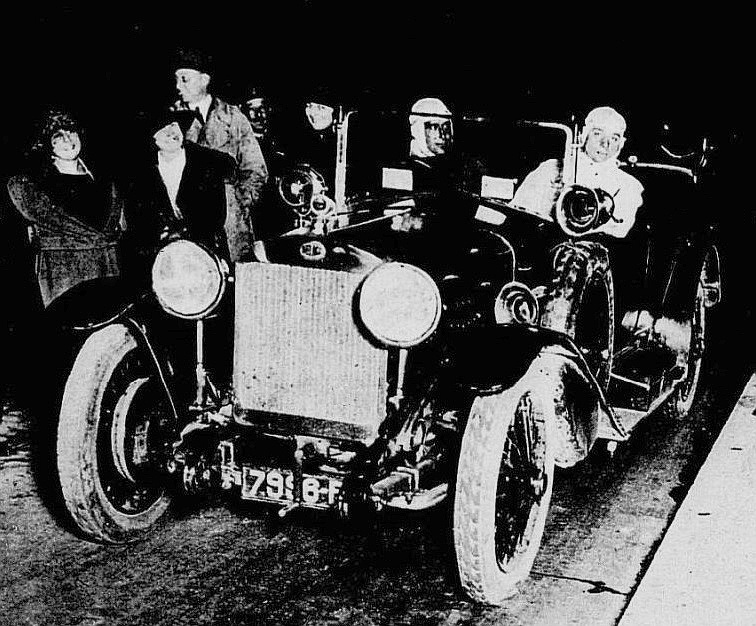
Maurice Béquet, recordman du trajet Paris-Madrid en 1922, sur Delage 11HP.

- Record de la distance Paris-Madrid en septembre 1922 (1 380 kilomètres), sur Delage 11HP, en 20 heures, 29 min 43 s et 2/5[4]
- Première édition des 24 Heures de Francorchamps, en 1924 alors avec son compatriote Henri Springuel, sur Bignan 2L. (1 880 kilomètres parcourus)
- Course de côte d'Ernemont (près de Rouen), en 1921 sur Alda GP[5] à moteur Hispano-Suiza 180 CV

- Course de côte de Wimille (près de Boulogne-sur-Mer), en 1921 sur Alda GP Hispano-Suiza 180 CV
  - 3e de la Coppa Florio, en 1922 sur Peugeot[6]
  - 7e des 24 Heures de Spa, en 1927 avec H. Springuel sur Ansaldo 6BC

## Records
- 1916 (avril) : record du monde de vitesse aérienne pure à 213 km/h (réception du SPAD VII)
- 1921 : associé au record du monde d'altitude de Simonet à 7 100 mètres (toujours pour SPAD)

## Décoration
- Croix de guerre 1914-1918, avec citation à l'ordre de l'Armée (1915).